# بريسكوس الإبيري
بريسكوس (بالإنجليزية: Priscus of Epirus)‏ هو فيلسوف إغريقي من مدرسة يامبليخوس وأيدسيوس، ومات حوالي العام 398 م في عمر التسعين، وقد كان الإمبراطور يوليان يدعوه دائما لبلاطه بسبب سمعته عن علاقته بالسحر. ويقول يونابيوس أنه كان رجلا ذا عادات محترمة وبسيطة، وعكس ماكسيموس الإفسوسي فقد استغل نفوذه على يوليان بشكل معتدل. مات بريسكوس خلال الغزو القوطي لليونان (396 – 388 م). وكان دوره مهما في الحفاظ على التقاليد الفلسفية في فترة كانت فيها الأفلاطونية الحديثة تعتبر عالة على السلطة الامبراطورية وكان حلقة وصل بين يامبليخوس وبلوتارخ الأثيني.